# Baltijos Futbolo Akademija
Baltijos Futbolo Akademija eller BFA är en fotbollsakademi från staden Vilnius i Litauen som grundades 2007.  
BFA spelar i Pirma lyga – den litauiska andra nivå.

## Hemmaarena
Större matcher kan spelas på BFA stadionas och alternativ stadion är Fabojoniškės konstgjord trottoar.

## Placering tidigare säsonger
| Säsong | Nivå | Liga                | Placering | Referens    | Notering                                              |
| ------ | ---- | ------------------- | --------- | ----------- | ----------------------------------------------------- |
| 2018   | 3    | Antra lyga (Pietūs) | 8         | [ 1 ]       | Uppflyttad till Pirma lyga 2019                       |
| 2019   | 2    | Pirma lyga          | 11        | [ 2 ]       | Sammanslagna laget med FK Vilnius; licensierad av BFA |
| 2020   | 2    | Pirma lyga          | 13        | [ 3 ]       |                                                       |
| 2021   | 2    | Pirma lyga          | 12        | [ 4 ] [ 5 ] |                                                       |
| 2022   | 2    | Pirma lyga          | 7         | [ 6 ]       |                                                       |
| 2023   | 2    | Pirma lyga          | 10        | [ 7 ]       |                                                       |
| 2024   | 2    | Pirma lyga          | 9         | [ 8 ]       |                                                       |
| 2025   | 2    | Pirma lyga          |           | [ 9 ]       |                                                       |

## Tränare
- Domas Paulauskas (2019)
- Ivanas Švabovičius (2020)
- Andžėj Falčik (2021)
- Haroldas Šidlauskas (2021–2024)[10][11]
- David Muslera Rodriguez, (sedan december 2024)[12]

## Kända spelare
- Ignas Kružikas, (2019)